# マダガスカルガエル科
マダガスカルガエル科（学名：Mantellidae）は、無尾目の科の1つ。マダガスカル及びマヨット島のみに分布する。体色が鮮やかな種が多く、捕食者に対して皮膚の毒があることを警告している。見た目が南アメリカのヤドクガエル科に似ており、同様の生態的地位を占めている。

## 分類と系統
3つの亜科が知られており、それぞれが異なる特徴を持つ。Mantellinae 亜科には、一般的に陸生または半水生のカエルが含まれる。Laliostominae 亜科には、陸生でかなり大型のカエルが含まれる。Boophinae 亜科には、樹上性の種が含まれ、アオガエル科と形態的、生態的に類似している。ツィンギマダガスカルガエル属は Mantellinae 亜科に分類されることが多いものの、実際の分類学的位置は不明である。

### 下位分類
2025年3月現在、286種が記載されている。DNAバーコーディング研究によると、100以上の異なる遺伝系統が未記載のままであることが明らかになっている。和名はハリデイ(2020)および海老沼(2013)を参考。
- Boophinae 亜科 - 1属
  - イロメガエル属(マダガスカルアオガエル属) Boophis - 約80種
- Laliostominae 亜科 - 2属
  - マダガスカルハネガエル属 Aglyptodactylus - 6種
  - マダガスカルスナガエル属 Laliostoma - マダガスカルスナガエル1種のみ
- Mantellinae 亜科 - 9属
  - ハナナガマダガスカルガエル属 Blommersia - 11種
  - コミミマダガスカルアオガエル属 Boehmantis - コミミマダガスカルアオガエル1種のみ
  - キメアラマダガスカルガエル属 Gephyromantis - 45種
  - ギーベマントガエル属(ミドリマダガスカルガエル属) Guibemantis - 25種
  - アデガエル属(マダガスカルキンイロガエル属) Mantella - 16種
  - マントガエル属(マダガスカルガエル属) Mantidactylus - 58種
  - トゲマダガスカルガエル属 Spinomantis - 13種
  - ツィンギマダガスカルガエル属 Tsingymantis - ツィンギマダガスカルガエル1種のみ
  - ヒメマダガスカルガエル属 Wakea - ヒメマダガスカルガエル1種のみ

## 進化
マダガスカルのカエルの科では、最も多様性が高い。体の大きさと種の多様性の間には負の相関関係があることが示されており、小型種の分散能力が低いことに関係していると考えられる。7600万-8700万年前にマダガスカル島に定着したと推定されている。系統学的にはアジアのカエルの中に位置づけられており、アジアから分散したと考えられる。
マヨット島からは3種が知られているが、同属の別種がマダガスカルにも分布している。これらの種の祖先は800-600万年前にマヨット島に辿り着いたと推定されている。

## 繁殖
生殖様式は非常に多様であり、卵は水中または水上、地面または葉の上に産み付けられる。ギーベマントガエル属の Pandanusicola 亜属は、ファイトテルマータまたは流れの緩やかな水の上に卵を産む。キメアラマダガスカルガエル属のいくつかの種は、直接発生するか、オタマジャクシの成長が遅い。Boophinae 亜科と Laliostominae 亜科は抱卵をするが、Mantellinae 亜科は抱卵しない。Mantidactylus argenteus など、いくつかの種は親が子育てを行う。ほとんどの種では性的二形があり、雌は雄よりも大きいが、シロクチイロメガエルなどは雄の方が大きく、雌をめぐる争いの結果であると考えられる。